# Wielka Synagoga w Pilźnie
Wielka Synagoga (cz. Velká synagoga) – bożnica znajdująca się w Pilźnie. Jest największą synagogą w Czechach, drugą w Europie i trzecią na świecie.
Zbudowano ją w latach 1890–1893, według projektu architekta Emmanuela Klotza. Całość kosztowała 162 138 guldenów. Podczas II wojny światowej została zdewastowana przez hitlerowców. Po zakończeniu wojny budynek oddano Żydom. W 1973 roku ostatecznie zaprzestano regularnie odprawiać nabożeństwa, a zamknięta bożnica w ciągu kilku lat zaczęła popadać w ruinę.
W latach 1995–1998 synagogę poddano gruntownej renowacji. Od czasu otwarcia 11 lutego 1998 roku służy jako sala koncertowa oraz wystawowa. W jednym z mniejszych pomieszczeń urządzono małą salę modlitewną do dyspozycji lokalnej społeczności żydowskiej.
Murowany budynek wzniesiono na rzucie prostokąta, w stylu mauretańsko-neoromańskim. Charakteryzują go dwie wieże z czerwonymi, cebulastymi hełmami, zwieńczonymi iglicami z gwiazdami Dawida. Wieże pierwotnie miały wznosić się na wysokość 60 metrów, jednak ponieważ stanowiłoby to konkurencję dla katedry świętego Bartłomieja, ostatecznie obniżono je do jednej trzeciej tej wysokości.
We wnętrzu znajduje się bogato zdobiony Aron ha-kodesz oraz misternie malowane sklepienie, z przewagą koloru niebieskiego (mającego imitować niebo).

## Galeria

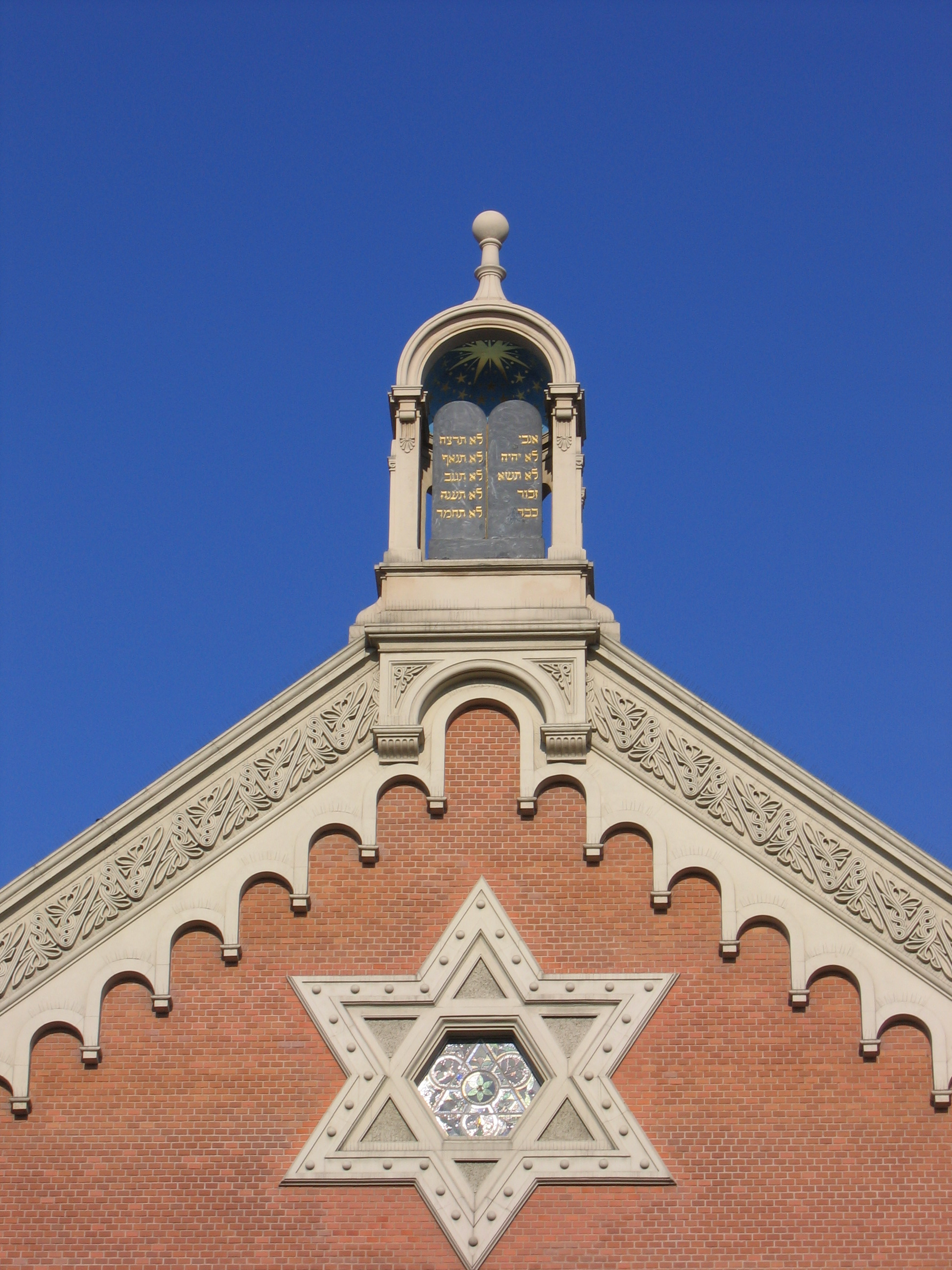
Zwieńczenie fasady
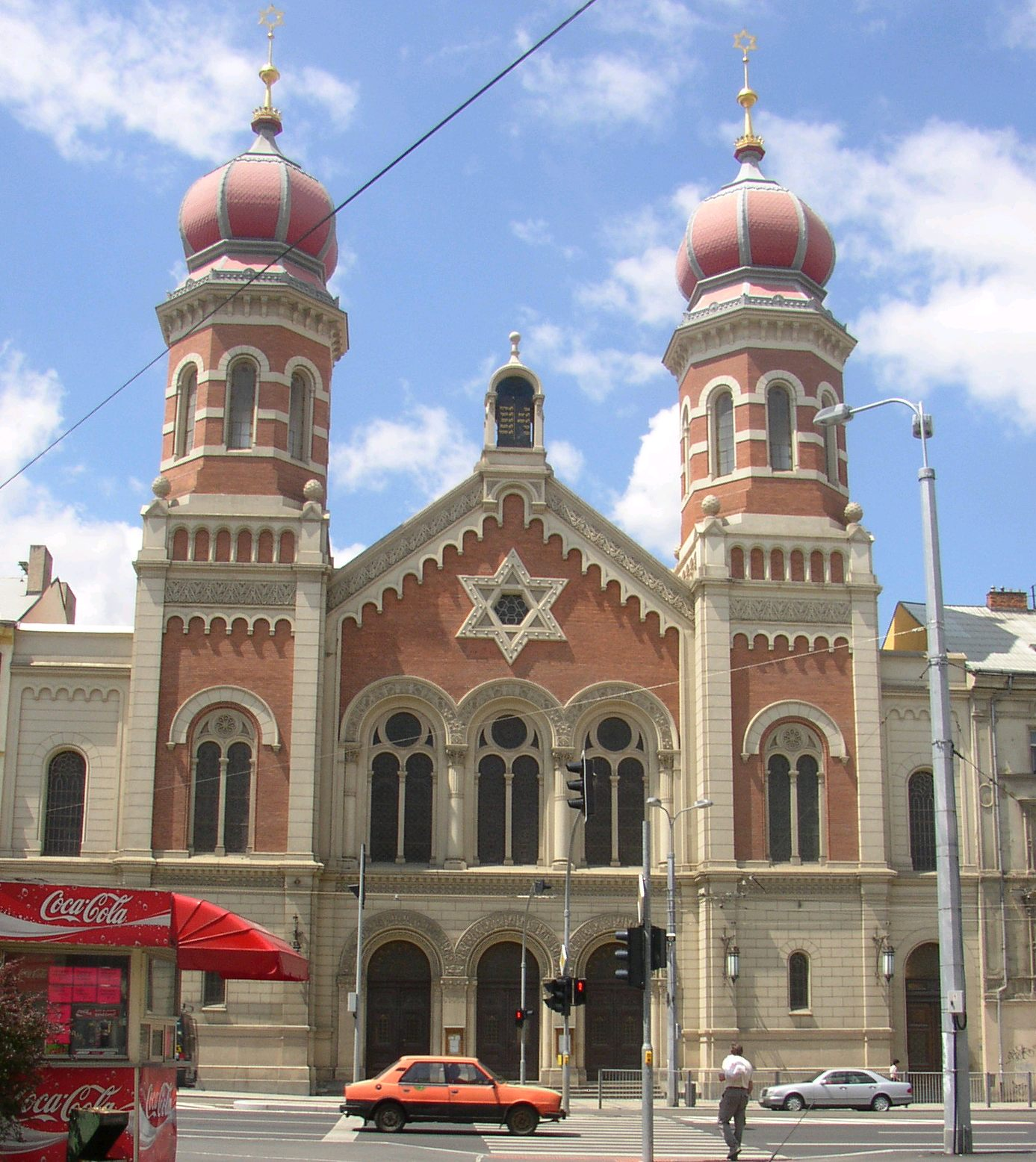
Synagoga
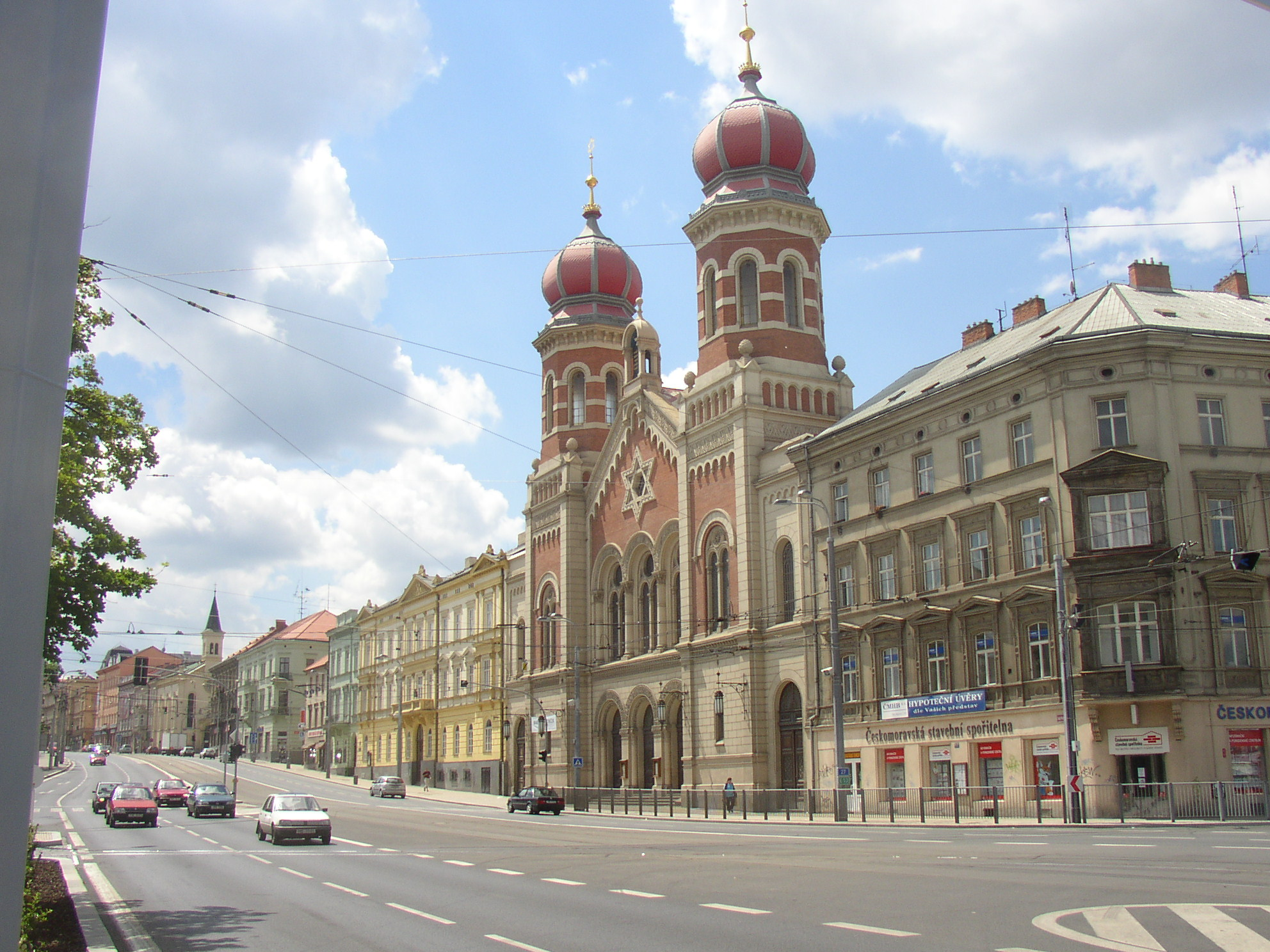
Synagoga, widok z ulicy
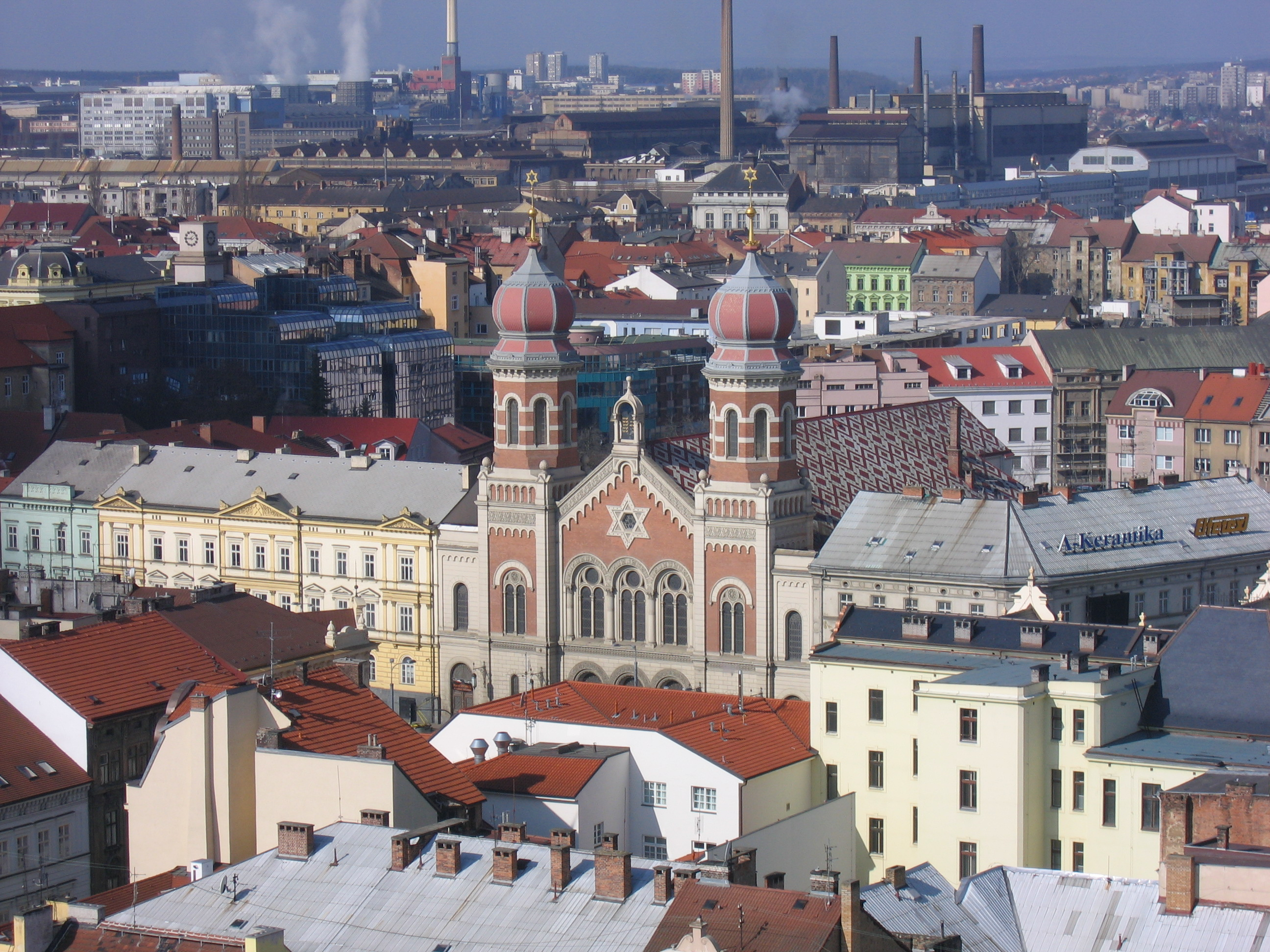
Synagoga
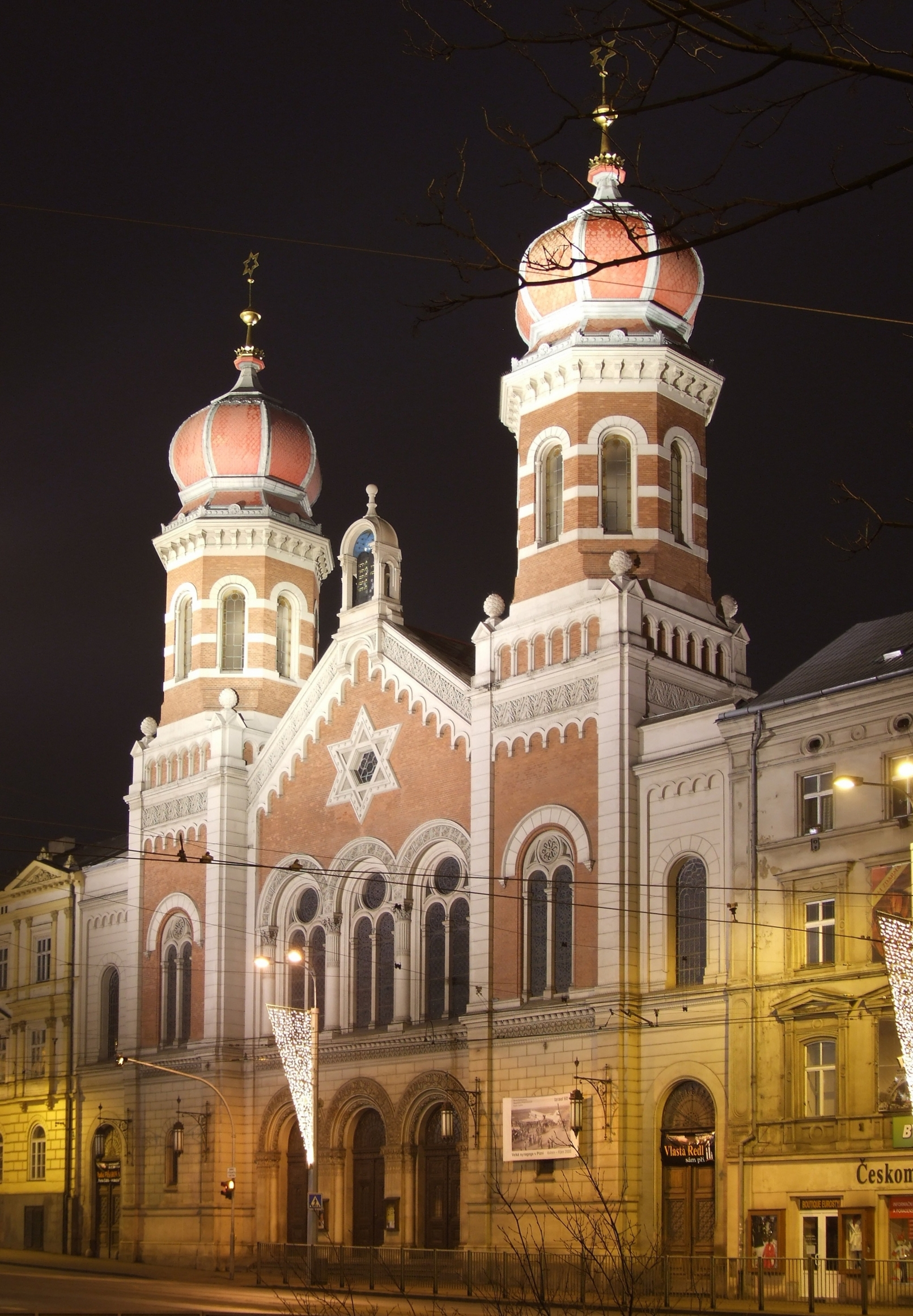
Synagoga w nocy
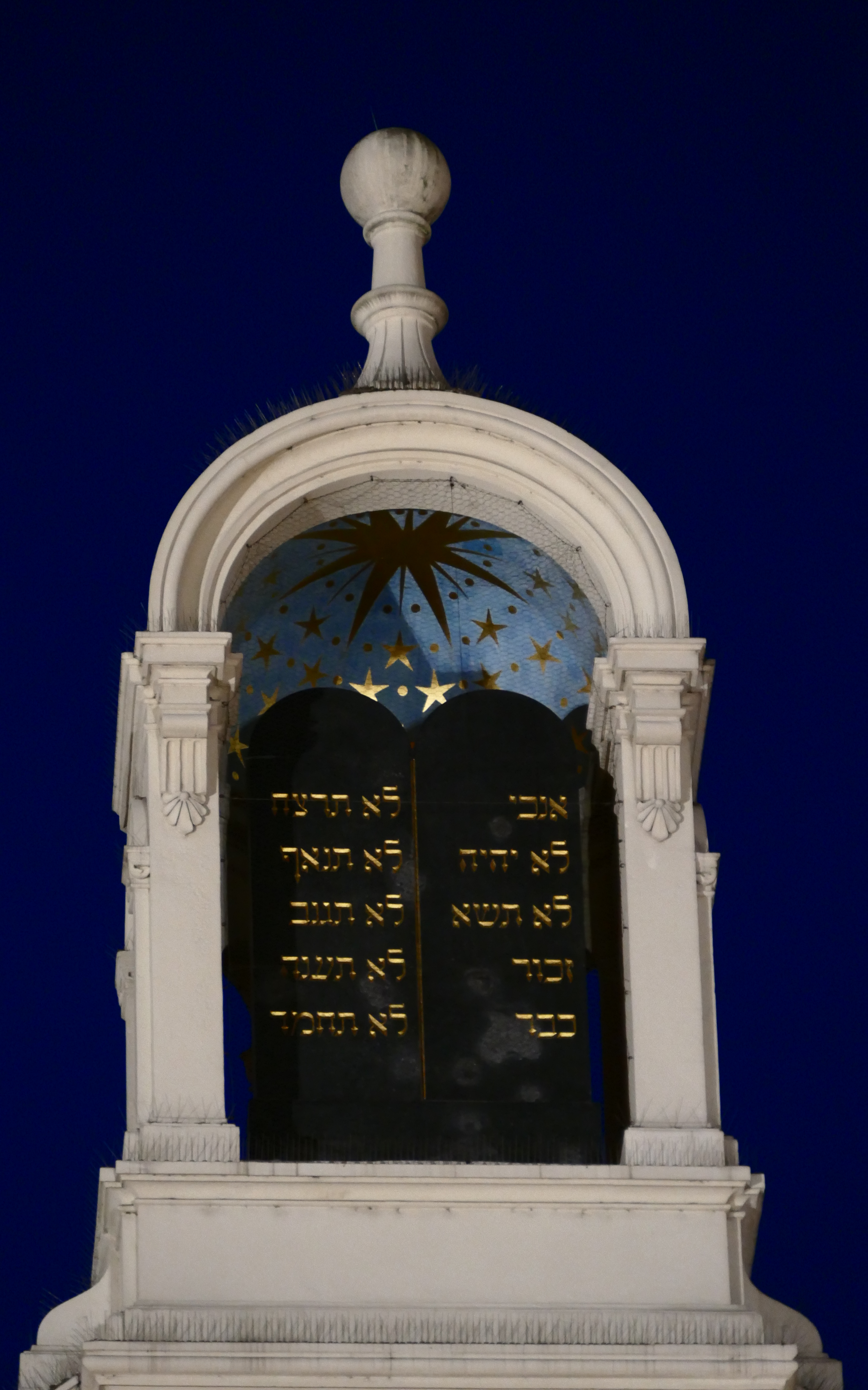
Dziesięć przykazań w języku hebrajskim na dachu
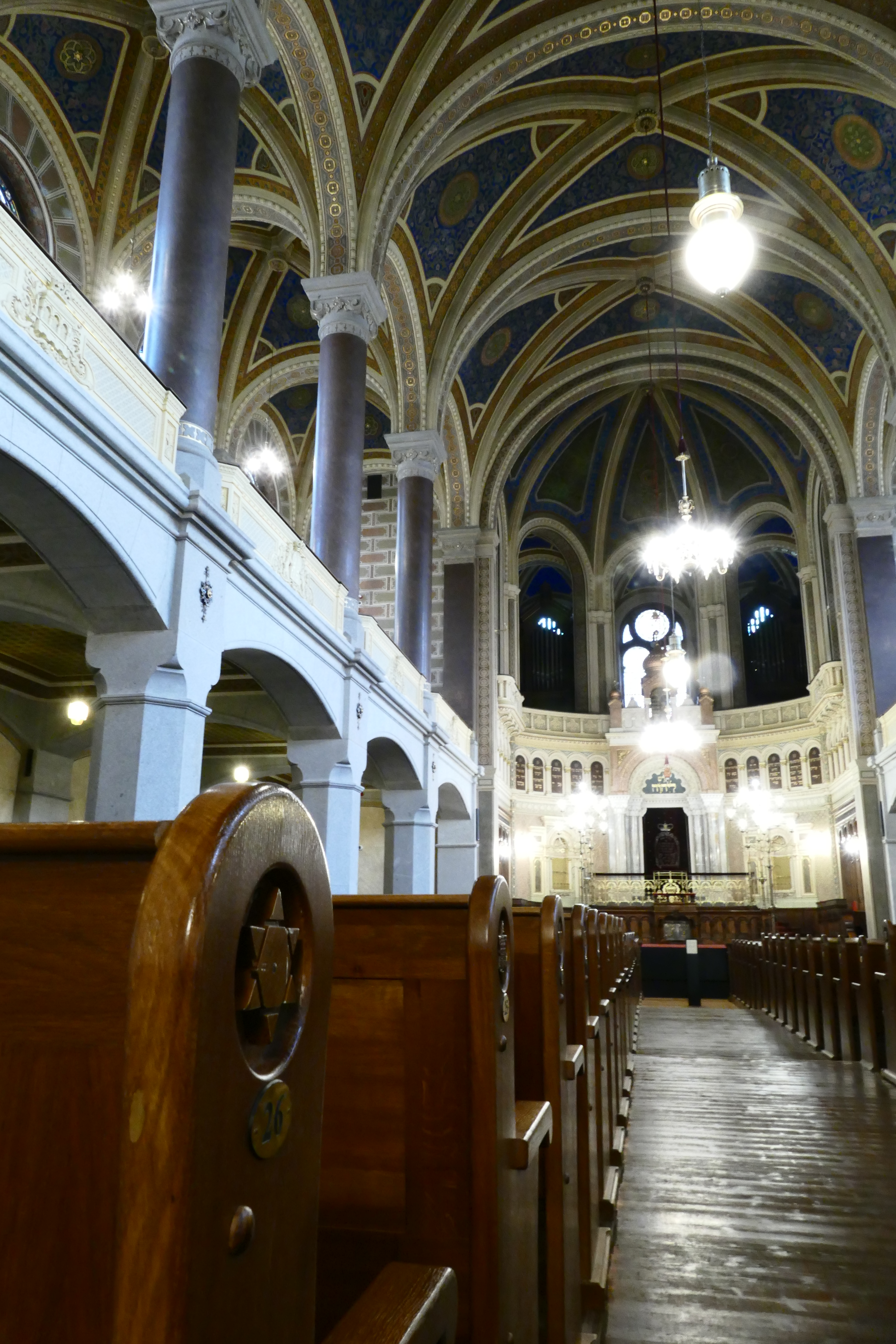
Gwiazda Dawida na drewnianej ławce
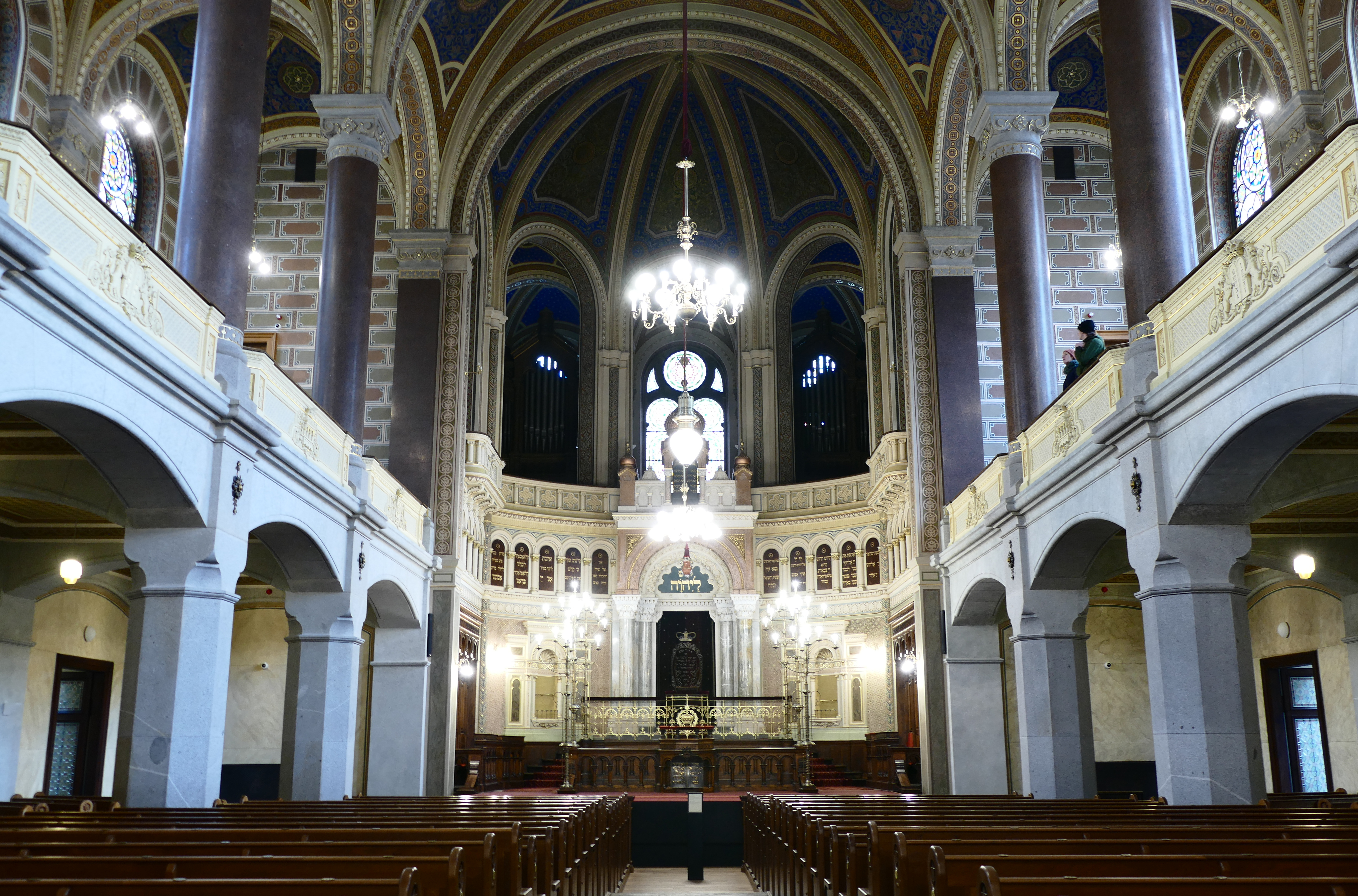
Widok wnętrza